# Justin Baldoni
Justin Louis Baldoni (* 24. ledna 1984 Los Angeles) je americký herec, režisér a producent. Proslavil se rolí Rafaela Solana v seriálu stanice The CW Jane the Virgin.

## Osobní život
Narodil se v Los Angeles v Kalifornii. Vyrůstal v Medfordu ve státě Oregon. Jeho matka Sharon pochází z židovské rodiny, otec Sam je italského původu. Justin i oba rodiče vyznávají Bahá'í víru. V mládí hrál fotbal, na střední škole závodně běhal a byl také diskžokejem v místní rozhlasové stanici. Při stěhování do nového domu se setkal s manažerem, který mu doporučil, aby zkusil herectví.
Po více než roční známosti se v červenci 2013 v Coroně v Kalifornii oženil se švédskou herečkou Emily Baldoni. V manželství se jim narodila 27. června 2015 dcera Maia Grace Baldoni a syn Maxwell Roland-Samuel Baldoniho, který se narodil 18. října 2017.

## Kariéra
V roce 2008 napsal, produkoval a režíroval své první hudební video, které bylo vybráno a představeno na Mezinárodním filmovém festivalu Dawn Breakers. V roce 2012 natočil nejsledovanější digitální dokumentární seriál v historii, Moje poslední dny, což je seriál o umírajících lidech. Druhá sezóna Mých posledních dnů vyšla na CW a třetí sezóna bude vydána v zimě roku 2018. Díky tomuto pořadu se rozhodl založit společnost Wayfarer Entertainment, digitální mediální studio zaměřené na inspiraci.
V roce 2013 založil  SHOUT , aplikaci zaměřenou na pozitivní změnu způsobu komunikace online.
V roce 2014 začal Baldoni hrát Rafaela Solano v telenovele televizní stanice CW,  Jane the Virgin  .
V roce 2016 vytvořil aplikaci pro těhotné ženy a čerstvé matky nazvané  Belly Bump .
V červenci 2017 magazín Variety oznámil, že Baldoni spolupracuje s jeho mediální společnost Wayfarer Entertainment na nové mužské talk show s názvem  Men enough . Pořad má za cíl ukázat, co znamená být mužem v dnešní době.V srpnu 2017 TED oznámil, že Baldoni bude mluvčím na výroční konferenci TEDWomen.
V roce 2019 zrežíroval a produkoval film pro americkou společnost CBS Films založený na originálním scénáři Mikki Daughtry a Tobias Iaconis Five Feet Apart. Hlavní role ve filmu hrají Cole Sprouse a Haley Lu Richardson.
V budoucnu chce také natočit film o životě muzikanta Zacha Sobiecha s Warner Bros.

## Osobní život
Baldoni si po dlouholetém vztahu vzal švédskou herečkou Emily Baldoni (rozenou Fuxler) v červenci roku 2013 v Coroně v Kalifornii. Dcera Maiya se jim narodila v červnu roku 2015 a syn Maxwell v roce 2017.

## Filmografie

### jako herec

#### Film
| Rok  | Název                    | Role               | Poznámky                              |
| ---- | ------------------------ | ------------------ | ------------------------------------- |
| 2005 | Yesterday's Dream        | Pat                |                                       |
| 2005 | The Helix... Loaded      | Jason              |                                       |
| 2008 | House Bunny              | Waiter             |                                       |
| 2009 | After Dusk They Come     | Peter              | video film                            |
| 2009 | Alpha Males Experiment   | Gavin              |                                       |
| 2010 | Unrequited               | Todd Brown         |                                       |
| 2011 | Royal Reunion            | Nicky              | krátkometrážní film                   |
| 2011 | Intervention: Cinderella | Aladdin            | krátkometrážní film                   |
| 2011 | Minkow                   | mladý Barry Minkow | Zveřejněno v roce 2018 jako „Con Man“ |
| 2013 | Isolated                 | Velvyslanec míru   |                                       |
| 2013 | Not Today                | Eli Hill           |                                       |
| 2013 | The Proposal             | Justin             | krátkometrážní film                   |
| 2014 | Fandango                 | Marzo Bolivar      |                                       |
| 2018 | Vysněný život            | Barry Minkow       |                                       |

#### Televize
| Rok     | Název                       | Role              | Poznámky                                       |
| ------- | --------------------------- | ----------------- | ---------------------------------------------- |
| 2004    | Mladí a neklidní            | Ben               | 3 díly                                         |
| 2004    | Wedding Daze                | Guillermo Valerio | TV film                                        |
| 2005    | JAG                         | Azzam             | díl: „Přemostění zálivu“                       |
| 2005    | Spring Break Shark Attack   | J.T.              | TV film                                        |
| 2005    | Čarodějky                   | Salko             | díl: „Děje se tu cosi čarodějného, část druhá“ |
| 2005–06 | Everwood                    | Reid Bardem       | vedlejší role                                  |
| 2007    | Kriminálka Miami            | Damon Argento     | díl: „Celebrita z internetu“                   |
| 2008    | Sladký život Zacka a Codyho | Diego             | díl: „Foiled Again“                            |
| 2009    | Hrdinové                    | Alex Woolsey      | 2 díly                                         |
| 2010    | Báječní a bohatí            | Graham Darros     |                                                |
| 2010    | Kriminálka New York         | Heath Kirkfield   | díl: „Out of the Sky“                          |
| 2011–12 | Single Ladies               | Derek             | vedlejší role, 4 díly                          |
| 2012    | Blackout                    | Josh Martin       | 3 díly                                         |
| 2012    | Megazkrat: Smrtící výpadek  | Bobby             | TV film                                        |
| 2012    | Družička v utajení          | Jake              | TV film                                        |
| 2013    | Šťastní až do smrti         | Marcus            | "Fowl Play/Date"                               |
| 2014–19 | Jane the Virgin             | Rafael Solano     | Hlavní role, 98 dílů                           |
| 2017    | Madam Secretary             | Kevin Park        | 2 díly                                         |

### jako režisér

#### Film
| Rok  | Název           | Poznámky |
| ---- | --------------- | -------- |
| 2019 | Five Feet Apart |          |
| —    | Clouds          |          |

#### Televize
| Rok       | Název           | Poznámky                     |
| --------- | --------------- | ---------------------------- |
| 2016–2018 | My Last Days    | 8 dílů                       |
| 2018      | Jane the Virgin | díl: „Chapter Seventy-Eight“ |